# Hoya eitapensis
Hoya eitapensis ist eine Pflanzenart der Gattung der Wachsblumen (Hoya) aus der Unterfamilie der Seidenpflanzengewächse (Asclepiadoideae).

## Merkmale
Hoya eitapensis ist eine windende, epiphytische Pflanze mit verzweigten, fadenförmigen Trieben, die kahl und nur locker beblättert sind. Die Blätter sind gestielt und aufrecht ausgebreitet. Die Blattstiele sind etwa 2 mm lang. Die Blattspreiten sind elliptisch, 3–5 cm lang und 1,2 bis 2 cm breit. Sie sind fleischig und kahl. Der Apex ist stumpf, die Basis ist keilförmig.
Der doldenförmige Blütenstand besteht aus 20 bis 35 Blüten. Die Blütenstandsstiele sind bis 5 cm lang. Die sehr dünnen Blütenstiele sind bis 2 cm lang und apikal mehr oder weniger sehr kurz behaart. Die mit kurzen Härchen versehenen Kelchblätter sind eiförmig-dreieckig, 1,75 mm lang und enden stumpf. Die gelblich-weiße Blütenkrone ist radförmig und hat etwa 8 mm Durchmesser. Die Kronblattzipfel sind eiförmig, spitz zulaufend und apikal zurück gebogen. Sie sind außen kahl, innen sehr kurz papillös bis schwach flaumig behaart. Die 2 mm langen Zipfel der Nebenkrone sind länglich und flach. Der innere, lang zugespitzte Fortsatz ist leicht aufsteigend. Der äußere Fortsatz ist stumpf. Die Pollinien sind länglich-zylindrisch, apikal schwach sichelförmig. Die Translatorarme sind sehr kurz, das sehr kleine Corpusculum ist rhombisch geformt. Früchte und Samen sind nicht bekannt.

## Geographische Verbreitung und Habitat
Die Art kommt bei Eitape (bis 1914 Berlinhafen) in Papua-Neuguinea in tropischen Wäldern nur wenig über Meereshöhe vor.

## Taxonomie
Das Taxon wurde 1913 von Rudolf Schlechter erstmals beschrieben. Der Holotyp wird im Herbarium des Botanischen Garten Berlin unter der Nummer: Schlechter 19964 aufbewahrt.